# Jasenovac (Kneževi Vinogradi)
Jasenovac is een plaats in de gemeente Kneževi Vinogradi in de Kroatische provincie Osijek-Baranja. De plaats telt 95 inwoners (2001).